# Championnats du monde Pro de ski de vitesse 1994
 (décembre 2023).
Si vous disposez d'ouvrages ou d'articles de référence ou si vous connaissez des sites web de qualité traitant du thème abordé ici, merci de compléter l'article en donnant les références utiles à sa vérifiabilité et en les liant à la section « Notes et références ».
Navigation
1996 Pro
Les Championnats du monde Pro de ski de vitesse 1994 (appelés aussi Mondial Pro) se sont déroulés du 17 au 22 avril 1994 aux Arcs sous l'égide de l'association France Ski de vitesse. Ils constituent la première édition de cette compétition

## Organisation
Ils se disputent cette première année sur une épreuve unique disputée sur une piste sans limitation de vitesse (alors que les épreuves de cette époque organisées par la FIS  sont limitées à 200 km/h).
Ce sont les uniques championnats du monde organisés en 1994.

## Podiums

### Hommes
| Épreuves | Or          | Argent        | Bronze           |
| -------- | ----------- | ------------- | ---------------- |
| S1       | Harry Egger | Bengt Johnson | Jeffrey Hamilton |

### Femmes
| Épreuves | Or               | Argent        | Bronze       |
| -------- | ---------------- | ------------- | ------------ |
| S1       | Karine Dubouchet | Aleisha Cline | Carolyn Curl |

## Résultats détaillés

### Hommes S1
| \| Rang \| Skieur \| Vitesse \| \| ------------------ \| ---------------- \| ------------- \| \| Médaille d'or \| Harry Egger \| 221,948 km/h \| \| Médaille d'argent \| Bengt Johnson \| 221,402 km/h \| \| Médaille de bronze \| Jeffrey Hamilton \| 221,266 km/h \| \| 4 \| Kari Hirvimäki \| 220,720 km/h \| \| 5 \| John Zeveley \| 217,2603 km/h \| \| 6 \| Marcel Boegli \| 216,867 km/h \| \| 6 \| Adi Dunser \| 216,867 km/h \| \| 8 \| Roger Stump \| 214,158 km/h \| \| 9 \| Kazunaga Kusumi \| 213,777 km/h \| \| 9 \| Jacques Meillard \| 213,777 km/h \| |                  |               |
| Rang | Skieur           | Vitesse       |
| Médaille d'or | Harry Egger      | 221,948 km/h  |
| Médaille d'argent | Bengt Johnson    | 221,402 km/h  |
| Médaille de bronze | Jeffrey Hamilton | 221,266 km/h  |
| 4 | Kari Hirvimäki   | 220,720 km/h  |
| 5 | John Zeveley     | 217,2603 km/h |
| 6 | Marcel Boegli    | 216,867 km/h  |
| 6 | Adi Dunser       | 216,867 km/h  |
| 8 | Roger Stump      | 214,158 km/h  |
| 9 | Kazunaga Kusumi  | 213,777 km/h  |
| 9 | Jacques Meillard | 213,777 km/h  |

### Femmes S1
| \| Rang \| Skieuse \| Vitesse \| \| ------------------ \| ----------------- \| ------------ \| \| Médaille d'or \| Karine Dubouchet \| 207,254 km/h \| \| Médaille d'argent \| Aleisha Cline \| 206,066 km/h \| \| Médaille de bronze \| Carolyn Curl \| 203,276 km/h \| \| 4 \| Sabine Staudinger \| 198,020 km/h \| \| 5 \| Regine Bianco \| 193,906 km/h \| \| 6 \| Catherine Genty \| 184,521 km/h \| |                   |              |
| Rang | Skieuse           | Vitesse      |
| Médaille d'or | Karine Dubouchet  | 207,254 km/h |
| Médaille d'argent | Aleisha Cline     | 206,066 km/h |
| Médaille de bronze | Carolyn Curl      | 203,276 km/h |
| 4 | Sabine Staudinger | 198,020 km/h |
| 5 | Regine Bianco     | 193,906 km/h |
| 6 | Catherine Genty   | 184,521 km/h |